# T-84
El T-84 és el desenvolupament més recent ucraïnès en tancs de guerra, és un derivat del T-80UD amb motor dièsel, va ser construït el 1994 i va entrar en servei en les Forces Armades d'Ucraïna el 1999.
Té un motor d'alt rendiment que en fa un dels més ràpids MBT's existents al món, amb una potència-pes de prop de 26 cavalls de força per tona (19 kW /t). Ara existeixen dues versions del T-84: el T-84 Oplot és una versió avançada que incorpora un nou disseny de torreta, un motor de 1200 hp, nova generació d'armadura explosiva reactiva (ERA Duplet) entre altres millores, va entrar en servei en el 2001 i el T-84-120 Yatagan (en honor del sabre) és un prototip destinat a l'exportació, munta un nou canó de 120 mm capaç de disparar munició estàndard de l'OTAN i míssils guiats.

## Història de producció
El desenvolupament del T-84 va començar a la fi de la dècada dels 80 coincidint amb els successos que després farien dissoldre la Unió Soviètica, a causa de la lenta però progressiva degradació de les relacions diplomàtiques entre Rússia i Ucraïna es va accelerar el desenvolupament del tanc. El prototip va ser presentat el 1994, l'empresa encarregada del seu disseny va anar KMDB a Khàrkiv i va ser posat en servei el 1999. La característica més notable d'aquest tanc és l'elevada relació potència-pes 26 hp per tona (comparat amb els 22 hp per tona del T-90 S de Rússia que es pot dir és el seu rival d'exportació) que en fa uns dels MBT's més ràpids del món. El tanc és dissenyat per operar en climes extrems i inclou un sistema d'aire condicionat per a la tripulació (segons KMDB el seu rang d'operació és -40 °C fins a 55 °C).
Tal desenvolupament era motivat per la necessitat d'independitzar la seva indústria bèl·lica respecte a la de Rússia, un exemple d'això va ocórrer l'Agost de 1996 Pakistan va decidir adquirir 320 T-80UD d'Ucraïna (dels seus magatzems d'armament) per un valor de 580 milions de dòlars, després de la tramesa de 15 unitats el febrer de 1997 Rússia va protestar per la venda dels tancs argumentant que contenia alguns components d'origen rus (quan encara existia la Unió Soviètica) i, per tant, no es podia vendre. Ucraïna va enviar unes altres 20 unitats més el maig de 1997 i es va veure obligat a construir els 285 tancs restants que van ser enviats sota denominació Object 478BEh de similars característiques al T-84 encara que altres fonts informen que són T-80U.

## Historial de servei

### Ucraïna
El primer prototip de vehicle T-84 es va desplegar el 1994, i el mateix any es va decidir d'en construir uns quants més. Van ser sotmesos a extensos tests a l'empresa i per l'exèrcit. Després de completar amb èxit l'extens programa de proves a finals de la dècada de 1990, el T-84 va entrar en servei a l'Exèrcit d'Ucraïna el 1999.
Durant la invasió russa d'Ucraïna, almenys un T-84U va ser desplegat amb la 3a Brigada de Tancs a Donbàs, prop de Barvínkove i Sloviansk. Es creu que els tancs T-84 van ser desplegats amb la 14a Brigada Mecanitzada a Donbàs. Les imatges del camp de batalla publicades a principi de 2023 indiquen que un dels tancs va ser possiblement danyat per un dron ZALA Lancet de fabricació russa.

### Tailàndia
Al març de 2011, el Royal Thai Army va ordenar al 49 Oplot-T que reemplacés la seva flota de tancs lleugers M41A3 Walker Bulldog. Al setembre de 2011, la planta de Malyshev va anunciar plans per produir el primer lot de cinc tancs Oplot-T per a l'exèrcit tailandès a finals d'any. Segons el contracte, l'empresa ucraïnesa fabricarà 49 tancs per valor de més de 200 milions de dòlars.
El govern va aprovar 7.155.000 milions de baht per comprar els primers 49 tancs Oplot que va assignar a diverses unitats: el 2n batalló de cavalleria (Guàrdia Reial a Fort Chakrabongse, Prachinburi), el 4t batalló de cavalleria (Guàrdia Reial a Kiakkai, Bangkok), el 8è batalló de cavalleria (Fort Suranari, Nakhon Ratchasima), i el 9è batalló de cavalleria (Fort Ekathotsarot, Phitsanuloke).
L'abril de 2017, es va informar que després dels lliuraments retardats d'aquest tanc, s'esperava que l'Exèrcit Reial Tailandès declinés la resta de la comanda i adquirís el tanc principal xinès VT-4 en lloc de l'ucraïnès, a causa del calendari de lliurament a llarg termini. La comanda signada per a 49 unitats havia de ser completada abans del mes de gener de 2017. En un comunicat de premsa del 26 de març de 2018 Ucroboronprom va declarar que el contracte de subministrament de tancs Oplot-T a Tailàndia havia finalitzat amb èxit i que l'últim grup de tancs havia passat els controls dels clients.

## Models i variants del T-84

### Models
- T-84 Oplot, derivat avançat del T-80UD amb diverses millores entre elles un sistema de contramesures de protecció Shtora-1 (o Varta de similar funció, producte ucraïnès), nou motor dièsel 6TD-2-2 de 1200 hp.[8]
  - T-84 Oplot-M: Modernitzat, o "BM Oplot": La versió més nova i sofisticada del T-84 és una versió actualitzada del "T-84 Oplot" muntant armadura més avançada, nous sistemes de contramesura electrònica, i altres. Una característica visible és la nova vista panoràmica del tanc PNK-6.[9][10]
  - T-84 Oplot-T: "BM Oplot-T" és una versió d'exportació per a Tailàndia.[11] Té algunes modificacions menors per a complir els requisits locals, com a ràdio, aire condicionat, etc. Tailàndia va ordenar 49 d'aquests tancs. Originalment, estava previst que tots ells es lliuressin abans de 2014. No obstant això, a causa del conflicte militar en curs a Ucraïna, el lliurament es va posposar i completar el 2018.[12]
- T-84-120 Yatagan, prototip per a exportació va ser posat en prova per l'exèrcit de Turquia, munta un nou cañon de 120 mm compatible amb munició de l'OTAN i capaç de disparar míssils antitanc, nou disseny de torreta amb el dipòsit de munició separat similar als tancs occidentals.

### Variants
- BREM-84 Atlet: Vehicle blindat de recuperació basat en el xassís T-84 Oplot.[13]
- BREM-T: Vehicle blindat de recuperació basat en el xassís T-84 Oplot-T.[14]
- BMU-84: Vehicle llançaponts blindat.
- BTMP-84, vehicle de combat d'infanteria prototip basat en el tanc Oplot T-84, amb casc allargat, un parell extra de rodes de carretera, i un compartiment posterior per a cinc soldats d'infanteria.

## Operadors
- Països on tenen un T-84 en servei Ucraïna: en servei des del 2001 el T-84 Oplot, S'ha informat que tenia 6 T-84 en servei a partir de 2021,[15] però el nombre actual és desconegut. El 12 de maig de 2023, el ministre de Defensa Reznikov va conduir un Oplot en un camp d'entrenament a la província de Khàrkiv i posteriorment va anunciar que les forces armades d'Ucraïna ordenarien un nombre no especificat d'Oplot.[16]

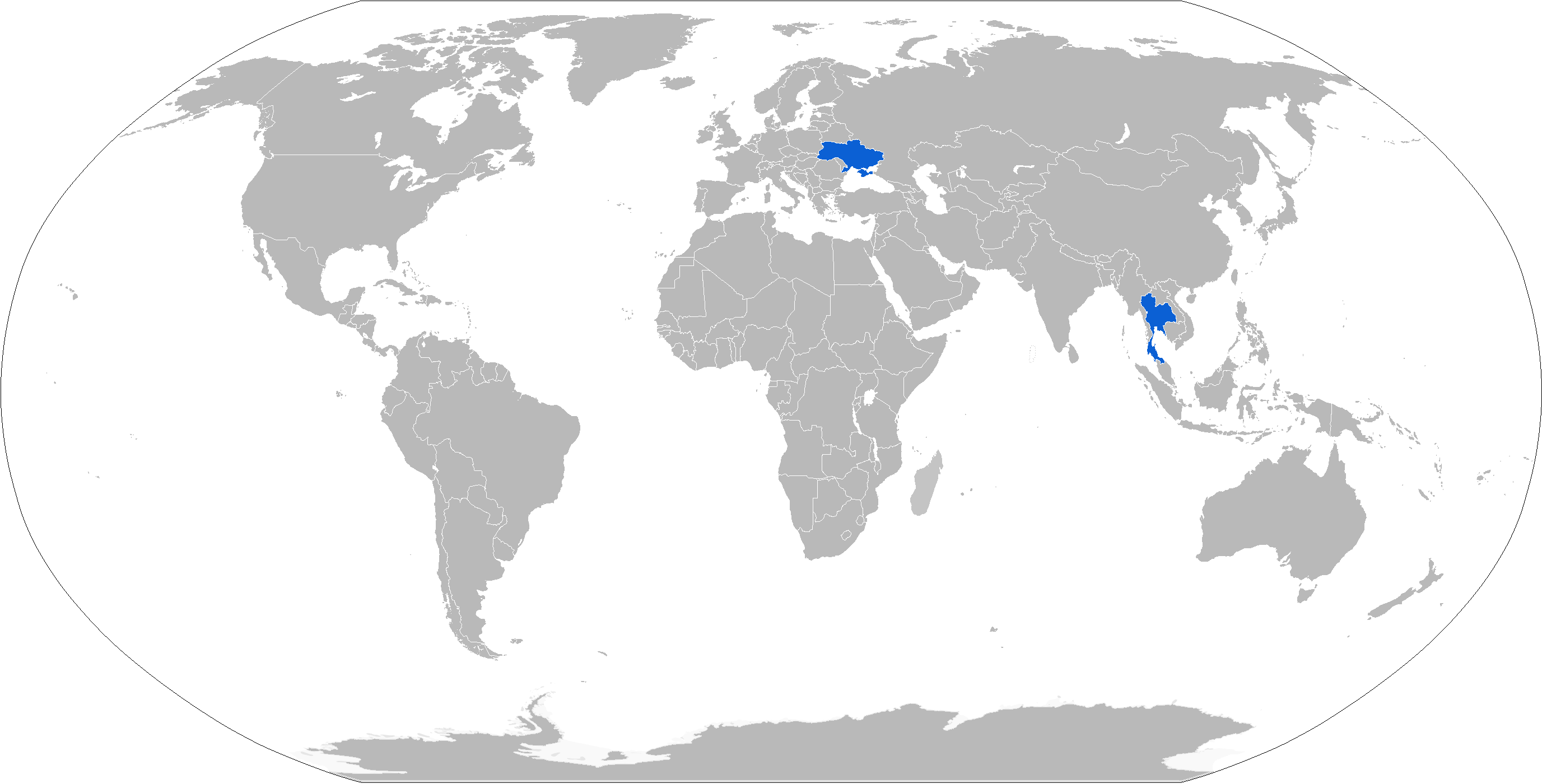
Països on tenen un T-84 en servei

- Tailàndia: Segons The Military Balance 2019, Tailàndia havia adquirit 49 tancs de batalla principals de l'Oplot-T.[17]

### Intents fallits
- Azerbaidjan: El gener de 2011, l'Azerbaidjan va mostrar interès en el tanc de batalla principal de l'Oplot. El Ministeri de Defensa d'Ucraïna fa molt temps que negocia aquesta qüestió.[18] El juny de 2013, es va fer públic que l'Azerbaidjan havia comprat 100 tancs T-90 russos,[19] en una sèrie d'acords de rearmament per valor de 4.000 milions de dòlars amb Rússia.[20]
- Malàisia: El T-84 Yatagan va ser ofert a l'Exèrcit de Malàisia el 2002. Però el contracte es va perdre amb el PT-91 polonès.
- Peru: El 2009, el Perú va provar el tanc Oplot, però el govern d'Alan Garcia va decidir més tard adquirir exemples de prova del MBT-2000 xinès a finals de 2010, només per tenir el govern del seu successor, Ollanta Humala, abandonar la compra a principis de 2012 per buscar altres alternatives.[21] El maig de 2013, es va informar que el T-84 formava part de les proves comparatives que havia de dur a terme el Perú. El T-84 va competir contra el T-90S, el M1A1 Abrams, el Leopard 2A4 i l'A6, i el T-64 també ofert per Ucraïna.[22] El setembre de 2013, només els T-84, T-90S, T-80 russos i M1A1 Abrams encara estaven competint.